# Fidelia friesei
Fidelia friesei är en biart som först beskrevs av Brauns 1926.  Fidelia friesei ingår i släktet Fidelia och familjen buksamlarbin. Inga underarter finns listade i Catalogue of Life.